# Opañel metróállomás
Opañel metróállomás Spanyolország fővárosában, Madridban a madridi metró 6-os vonalán.

## Metróvonalak
Az állomást az alábbi metróvonalak érintik:
- 6-os metróvonal

## Kapcsolódó állomások
A metróállomáshoz az alábbi állomások vannak a legközelebb:
- Oporto (Laguna, külső hurok, 6-os metróvonal)
- Plaza Elíptica (Laguna, belső hurok, 6-os metróvonal)